# عروسی در روم باستان

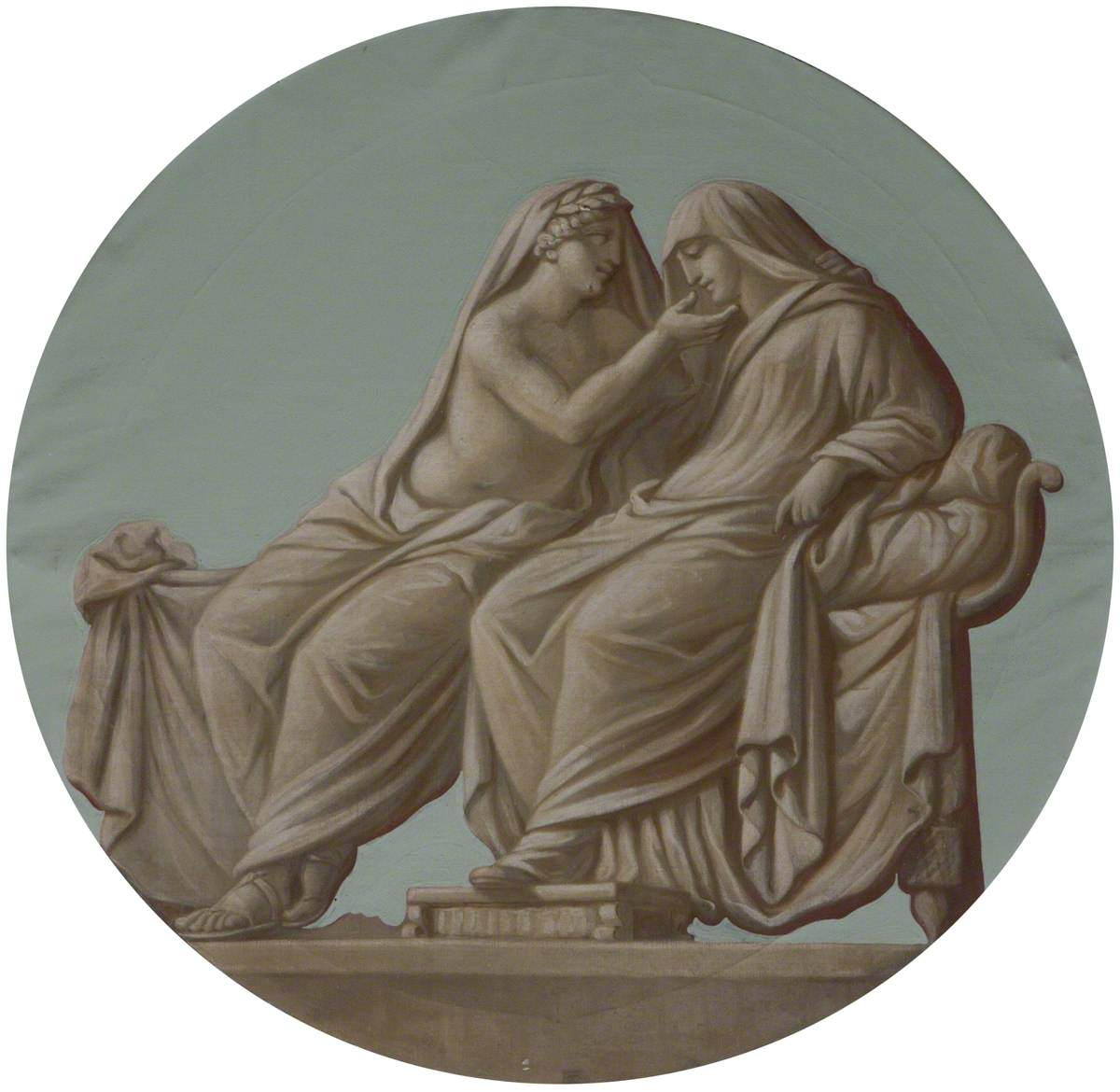
تصویری از یک زن و شوهر در عروسی رومی

عروسی در روم باستان (انگلیسی: Weddings in ancient Rome) در روم باستان، عروسی یک آیین مقدس بود که شامل بسیاری از اعمال مذهبی بود. برای اینکه عروسی برگزار شود، عروس و داماد (داماد) یا پدرانشان باید به عروسی رضایت می‌دادند. به‌طور کلی، عروسی در ژوئن به دلیل خدای یونو برگزار می‌شود. عروسی هرگز در روزهایی که بدشانسی تلقی می‌شد برگزار نمی‌شد. در طول عروسی، داماد وانمود می‌کرد که عروس را می‌رباید. این کار برای متقاعد کردن سرپرستان خانه یا لارس انجام شد که عروس با میل و رغبت نرفته‌است. پس از آن، عروس و داماد اولین تجربه جنسی خود را روی یک مبل به نام «لکتوس» داشتند. در عروسی رومی هر دو جنس باید لباس خاصی می‌پوشیدند. پسرها باید «توگا ویرلیس» بپوشند در حالی که عروس تاج حلقه گل، حجاب، توری مو زرد، تسبیح عبادت از رز، موهای بافته شده (نماد پاکی و قدیمی‌ترین مدل مو) و سنجاقک مخصوصی که در موی عروس قرار می‌دادند را استفاده می‌کردند.
در روم، عروس آرمانی از ازدواج هم ترسیده و هم خوشحال بود. انتظار می‌رفت او یاد بگیرد که تسلیم شوهرش باشد. در حالت آرمانی، او هیچ تجربه جنسی قبلی نداشت، زیرا هدف از عروسی رومی این بود که اطمینان حاصل شود که عروس در محدوده ازدواج قانونی تولید مثل می‌کند. قرار بود داماد آرمانی از نظر جنسی با تجربه باشد و مشتاق برگزاری عروسی باشد. از آنجایی که هدف عروس تولید مثل مشروع بود، تمسخر عروس معادل حمله به ساختار خانواده رومی بود. به همین دلیل، عروس باید تمام سنت‌ها را کاملاً رعایت می‌کرد.